# Contea di Zijin
La contea di Zijin (紫金县S, Zǐjīn XiànP) è una contea della Cina, situata nella provincia del Guangdong e amministrata dalla prefettura di Heyuan.